# Capdepera

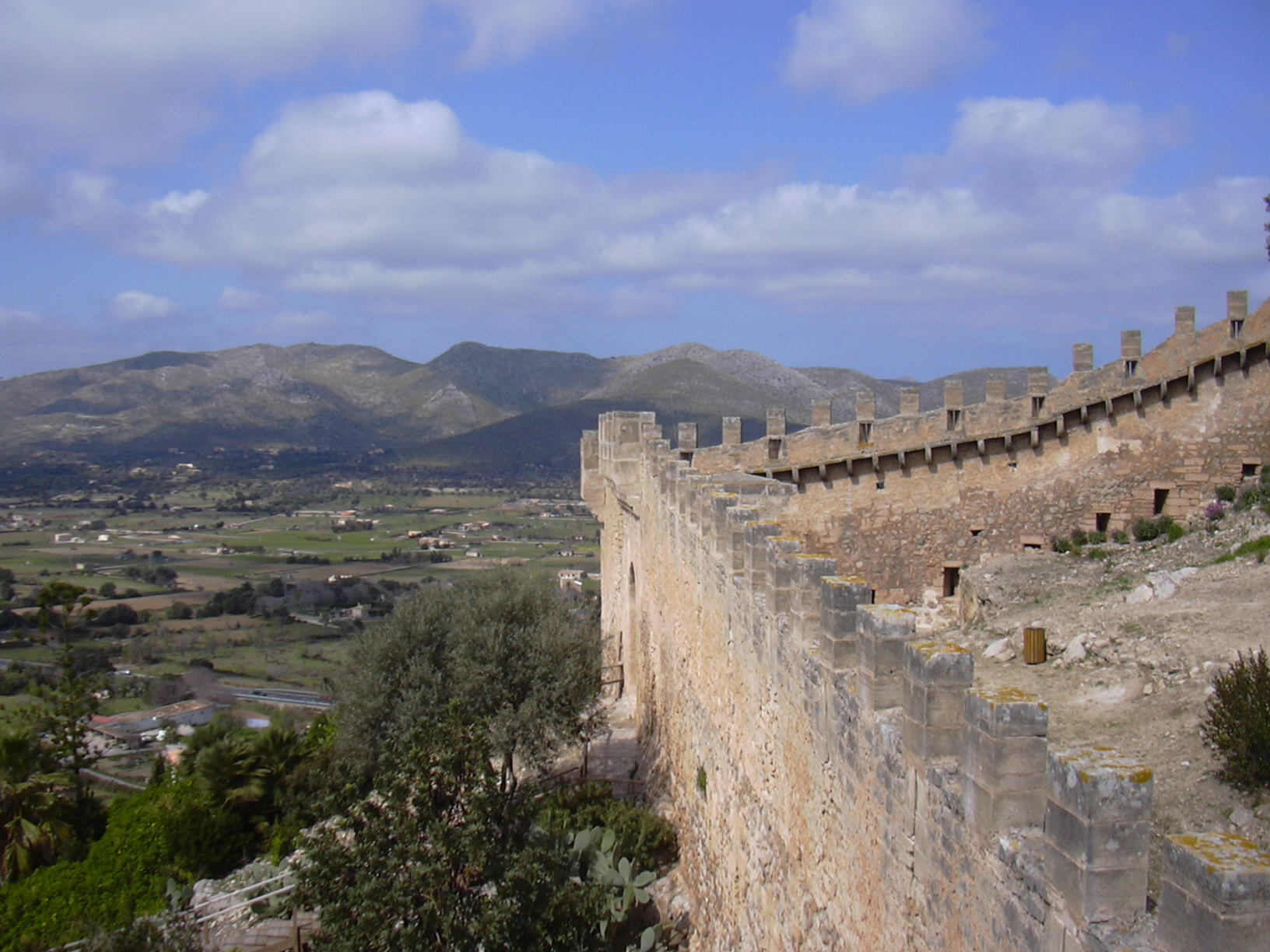
Murailles de Capdepera.

Capdepera (en catalan et en castillan) est une commune d'Espagne de l'île de Majorque dans la communauté autonome des Îles Baléares. Elle est située au nord-est de l'île et fait partie de la comarque du Llevant.

## Histoire
La préhistoire dans la commune de Capdepera est bien documentée grâce à l'existence de 41 sites archéologiques, qui datent chronologiquement entre le Xe et le IIe siècle avant J.-C., c'est-à-dire entre les périodes pré-talayotique et talayotique.
Période pré-talayotique : De cette période datent des vestiges tels que les grottes artificielles de Son Jaumell ou les naviformes de Cañamel.
Période talayotique : on y trouve des établissements comme Sos Sastres, Son Barbassa, Puig de s'hort, es Claper des Gegant ou Son Favar (guerriers de son favar).
L'Islam est arrivé à Majorque et a appelé l'ensemble de la péninsule de Levante le « district de Yartan ». Ainsi, Artá, Son Servera et Capdepera formaient ce district.
Le premier document écrit dans lequel le nom « Cap de la Pera » (Capdepera) apparaît en tant que tel se trouve dans le livre « Llibre dels Feyts », plus précisément dans la chronique qui fait référence à la reddition des Arabes de Minorque au Cap de la Pera. Dans la Torre den Nunis, située à l'intérieur des murs du château, le traité de Capdepera a été signé entre le roi Jacques Ier d'Aragon et le connétable de Minorque. Selon ce traité, Minorque restait sous la domination musulmane, mais était soumise à Jacques Ier et à ses successeurs. Dans la répartition du territoire, le district de Yartan correspondait au roi, qui cédait la partie de Capdepera aux familles Montsó et Nunis.
En 1300, le roi Jacques II de Majorque promulgua les Ordinacions dans lesquelles il ordonnait la construction de douze villages à Majorque. L'un d'entre eux se trouvait près du « Cap de la pedra » et devint l'enceinte fortifiée de Capdepera. L'objectif du château, la construction d'une enceinte fortifiée à côté de la tour de guet de Miquel Nunis, était de regrouper toute la population qui vivait dispersée dans la région. La construction des murailles s'est achevée à la fin du XIVe siècle.
Une grande partie de la population de Capdepera n'était pas favorable à l'abandon de ses terres pour vivre à l'intérieur de la fortification. C'est pourquoi tous les habitants ont reçu l'ordre de s'enfermer dans l'enceinte la nuit, armés, afin de renforcer la défense. Au départ, une cinquantaine de maisons furent construites à l'intérieur de la fortification. Le roi Sancho Ier de Majorque accorda une subvention de 100 sueldos à chaque famille qui s'installait dans le château. Le village a toujours dépendu administrativement d'Artá, car il ne comptait pas plus de 100 familles.
L'église a été agrandie au cours des XVIe et XVIIIe siècles. À l'intérieur, on peut voir la sculpture d'un Christ du XIVe ou XVe siècle, ainsi que l'image de style gothique de la Vierge de l'Espérance, patronne de Capdepera, vénérée depuis le XVIe siècle.
À partir de 1715, avec l'arrivée des Bourbons sur le trône, la ville fut privée d'armes et un gouverneur et un petit groupe de « dragons » (soldats professionnels) furent nommés pour défendre la ville.
Après 1820, avec la conquête d'Alger par les Français, la piraterie et le corsage cessent et la fonction stratégique et défensive de Capdepera change : les militaires abandonnent la forteresse et les habitants du château commencent à s'installer à l'extérieur de l'enceinte dans des maisons plus grandes et plus confortables. À la fin du XVIIIe siècle, il ne restait plus que vingt-cinq maisons habitées à l'intérieur de l'enceinte et le nouveau centre de population à l'extérieur des murs était déjà composé de plus de deux cents maisons.
En 1856, par le biais d'une vente publique, le château est devenu la propriété de Josep Quint Zaforteza.
Au cours du XIXe siècle, une série de changements structurels et économiques se sont produits dans la société gabellienne :
- Une forte croissance démographique
- La division territoriale entre Artá et Capdepera.
- En 1861, le phare est construit et en 1891, la paroisse de Cala Rajada.
- L'activité portuaire de Cala Rajada, la fabrication de cœurs de palmiers et l'exploitation des carrières de marés (grès) sont à l'origine d'une importante croissance économique.
- L'émigration vers l'Amérique latine a commencé, ce qui a été à l'origine de certaines fortunes locales.
- Au début du XXe siècle, certains des plus riches propriétaires terriens de la région ont commencé à passer leurs étés à Cala Rajada.

Tous ces changements ont entraîné de nombreuses innovations socioculturelles et politiques. En 1849, une église paroissiale et un nouvel hôtel de ville ont été construits au centre du nouveau tissu urbain. Ces deux bâtiments étaient le symbole de l'indépendance de la ville.
Cela a permis à Bartomeu Alou de fonder la Communauté évangélique et une école primaire en 1879. Le protestantisme fait son entrée en force, surtout dans les classes les moins favorisées. L'Église catholique réagit immédiatement et, en 1893, la Congrégation des Ligoriens est créée, ce qui crée une concurrence dynamique.
En 1951, les travaux du quai actuel de Cala Rajada ont été achevés et, dans les années 1960, l'arrivée du tourisme de masse a transformé la structure économique de la municipalité, ce qui a entraîné un important flux migratoire de travailleurs en provenance du continent, provoquant une augmentation significative de la population.
En 1983, le conseil municipal de Capdepera, avec Salvador Moll Vaquer comme maire et à la suite d'une longue négociation avec 74 des 75 héritiers, a récupéré la propriété du château.

## Géographie

Localisation de l'île Majorque dans les Îles Baléares.
Localisation de Capdepera dans l'île de Majorque.
Localisation de la comarque du Llevant dans l'île de Majorque.

### Localités de la commune
- Cala Rajada
- Capdepera (chef-lieu)
- Cala Gat
- Cala Lliteras
- Cala Mesquida
- Canyamel
- Es Carregador
- Font de sa Cala
- Pedruscada
- Provençals
- Son Moll

## Demographie
| 1997  | 1998  | 1999  | 2000  | 2001  | 2002  | 2003  | 2004  | 2005   | 2006   | 2015   |
| ----- | ----- | ----- | ----- | ----- | ----- | ----- | ----- | ------ | ------ | ------ |
| 6,321 | 6,752 | 7,380 | 8,008 | 8,672 | 9,166 | 9,561 | 9,297 | 10,245 | 11,074 | 11,420 |

## Festivités
- San Antonio : la veille de San Antonio (16 janvier) a lieu la rencontre traditionnelle des démons accompagnées par des feux de joie. Le 17, le jour du Saint, on célèbre les « beneïdes », qui est une chanson qui a pour but de mettre en lumière les évènements marquants de l’année.
- Mercado Medieval : Se déroule à chaque troisième fin de semaine de mai. Il s’agit d’une foire médiévale qui a eu lieu la première fois en 20 pour célébrer le 700e anniversaire de la ville. Il se tient près du château et vous pouvez y trouver des stands vendant des produits typiques de l’époque médiévale tels que de la nourriture, de l’artisanat, du textile, de la musique et des loisirs.
- El Carmen : le 16 juillet se déroule la fête de la patronne de Cala Ratjada. La Vierge del Carmen est la sainte patronne des marins. On souligne cette fête avec une messe traditionnelle au quai et la procession maritime de la Mère de Dieu, accompagnées par un groupe de musique.
- San Roque et San Bartolomeo : respectivement le 16 et le 24 août, ces deux fêtes sont constituées d’activités et de spectacles variés destinés à toute la population. À cause de la proximité des deux dates, depuis quelques années, les deux fêtes sont célébrées ensemble et font de la plupart du mois d’août un jour férié.
- La Esperanza : c’est la patronne de Capdepera et très vénérée par ses habitants. Selon la légende, elle aurait sauvé les anciens habitants du château contre une attaque de pirates. Chaque année (18 décembre), pendant le festival de « La Esperanza », cette légende est commémorée par le « sermón Boira sa » et une procession.

## Lieux phares
L'une des constructions les plus connues est le Château de Capdepera situé au sommet du village.

## Personnalités liées à la commune
- Catalina Flaquer (1876-1937), membre des Roges de Molinar, est née dans la ville[1].